# Вільнюський метрополітен
Вільнюський метрополітен — планована і проектована система ліній метрополітену в Вільнюсі, Литва.